# 住在拔作島上的我該如何是好？
《住在拔作島上的我該如何是好？》（日语：抜きゲーみたいな島に住んでるブスはどうすりゃいいですか?），簡稱拔作岛（ Nukitashi），是Qruppo在2018年7月27日發售的戀愛冒險類型成人遊戲，亦是它的首部作品。當中由和如月千幸共同擔當原畫，倉骨治人和合作撰寫劇本。續作《拔作島2》在2019年7月26日開售。改編漫畫在2020年12月25日開始連載，由作畫，單行本由集英社出版。
《拔作島》擁有多條劇情分支路線，每條路線皆有一系列預先設定的場景和人物互動。其主要聚焦於玩家角色橘淳之介跟女主角們的互動，並刻畫了角色之間的性行為。整部故事發生於一個已實施《超色情條例》的小島青藍島。條例容許島民及觀光客在當地隨便發生公開性行為，並禁止人們不積極從事性行為。橘淳之介則於後來為反抗這條條例而創立秘密組織NLNS（No Love No Sex），並在日常為了達至目標而努力。
Qruppo的骨幹成員原是同人創作者兼學生，他們在學業休止期間創立了商業品牌Qruppo，並順利誘使其他創作者加入。《拔作島》的前身為他們的內部電腦圖形（CG）集企劃《住在拔作島上的醜女該如何是好？》，之後他們決定把有關概念延伸到遊戲《拔作島》上。這兩部作品本質上皆是製作團隊以「這樣很有趣」的心態去構思的，因此並沒有鎖定特定概念。
這部作品在開售後隨即登上各大平台的美少女遊戲銷量排行榜首3位，在日本美少女遊戲暨動漫相關商品銷售網站Getchu屋亦被票選為2018年7月最佳美少女遊戲。之後亦在2018年度萌系遊戲大賞奪得由業內人士選出的「劇情獎」和「新品牌獎」，並於Getchu屋的2018年美少女遊戲大賞中獲得綜合部門第4位、音樂部門第2位、劇情部門第3位、影像部門第3位的成績。
2024年1月，官方宣佈將會為本作推出改編動畫。2024年7月，正式宣佈本作由Passione擔任動畫製作。於2025年7月播出。

## 遊戲系統

《拔作島》的遊玩介面，圖中女主角琴寄文乃正在跟玩家角色橘淳之介進行對話

《拔作島》採取戀愛冒險的遊玩方式，玩家所扮演的是本作的主角橘淳之介。基本上玩家在遊玩的時候都需閱覽屏幕上所顯示的文本和聆聽遊戲發出的聲音，用以了解故事情節和人物之間的對話。文字和聲音會與人物拼合圖和背景一同出现，用以表示橘在跟誰對話。玩家會在故事中遇見代替背景和人物拼合圖的计算机图形。《拔作島》擁有多條劇情分支路線，每條路線的结局皆有所不同。玩家的選擇會影響之後的劇情路線，從而影響結局。
本作角色之間的關係亦帶有一定性意味。有關場景包括手交、乳交、性交。玩家在某些預設的段落中須選擇行為選項。對話框的下一段文本在做出選擇前並不能夠顯示。玩家必須反覆載入選項頁面並選擇不同的選項，才能夠觀覽存於不同路線的劇情。《拔作島》擁有多個結局。

## 情節

### 設定
《拔作島》的舞台青藍島有着一名叫仁浦俊明的人物，他對島上的貧窮環境及人民安於現狀的情況感到不滿，於是決意為之帶來改變。不過他在成年後卻愛上了防人家族族长的女儿文歌，並與之生下私生女琴寄文乃。仁浦於是出現放棄改革，與她們一起過安穩日子的念頭。文歌在察覺到仁浦的有關理念後，為免自己成為他的絆腳石，而帶著文乃一起離開仁浦，隱居於島上。仁浦後來當選縣知事，並推出《超色情條例》，以復興島嶼。《超色情條例》容許島民及觀光客在當地隨便發生公開性行為，並禁止人們在沒正當理由下不積極從事性行為，只與一人發生之也會被視為違反條例。此一條例也不把同性性行為計算在「積極從事性行為」的範圍內，除非是涉及異性的多人性行為。在這一條例推動下，當地經濟因旅遊業等受益產業的發展而得以復興。不過離開丈夫的文歌則貧困潦倒，被迫從事裏風俗業，最終在島民的迫害及咒駡聲下病逝。文乃於是在島內神社的宮司協助下繼續生活，接着於社內獨居，並為了自己及島民而對抗裏風俗組織。文歌的父亲防人老人為了報仇，而開始贊助島上的裏風俗業，並不斷尋找文乃，以望利用這兩點迫使仁浦下台。

### 故事
本作的主角橘淳之介年幼時便已居於青藍島。他當時所就讀的學校於《超色情條例》的影響下，會把孩子於課堂上互相展示性器官當作性教育的一環。不過淳之介卻因為自身的陰莖比其他孩子的大，而成為欺凌對象。此時只有奈奈濑願意與之成為好友。她在班上亦因為保有處女之身而被其他同學嘲笑。淳之介繼為了讓奈奈濑不再被嘲笑，而決定強姦她。不過他在插入陰莖的前一刻留意到奈奈濑變得十分驚恐，繼知道自己做錯了，於是逃離奈奈濑的身邊。他在第二天得知奈奈濑決定轉校的事後，不斷自責。随后他遇上了文歌，得到她的安慰。不過他卻於後來得知文歌在島民的迫害下病逝的事，開始憎恨「滿腦皆是性」的島民，繼成為擁有處女癖好的人。同時他的兩親亦帶同他搬離這座島。
在本篇故事開始時，淳之介的兩親因为意外身亡，令他被迫帶同妹妹橘麻沙音回到島上居住，一起入讀規定學生須積極從事性行為的水乃月學園。他因為此前在島上的經歷而不願配合校規和《超色情條例》。麻沙音則因為是個對哥哥以外的所有異性皆沒性慾的女同性戀者，而不能配合島上的規定。兩人於是不斷逃避其他人在性方面的邀請，引起校內的風紀委員會兼學生會SS及執法團體SHO公益社團法人的注意。同時淳之介亦在校園內重遇自己的兒時玩伴奈奈濑，不過他卻沒意識到以前與之見過面的事實。兩人在某一次逃避SS成員追捕的過程中，得知奈奈濑雖在校園內被當成婊子看待，但卻一直逃避各種性行為。兩人最終亦逃到學校地下的秘密基地，在那與防人老人達成合作關係，以協助他尋找能夠擊潰條例的人物文乃為條件，換取他的資助，並以這筆錢成立秘密組織NLNS（No Love No Sex），開始有組織地反抗《超色情條例》，以望報復島民。在日常以沒跟他人發生性行為的情況下回家為組織的主要活動。
淳之介的妹妹麻沙音隨後加入組織。而他亦在活動過程中，先後救出兩名被脅迫性交的學生渡會雛見和畔美岬，並成功勸誘她們倆加入組織。兩人皆因為不同原因而違反《超色情條例》——雛見外表嬌小，經常被人視為不該出手的對象；美岬則因為對身材自卑而有意拒絕跟人發生性關係。他們五人繼在日常為了反抗《超色情條例》而努力，途中文乃亦暗地裏協助他們或加入NLNS組織。在經過一輪跟敵對勢力的戰鬥後，終把《超色情條例》撤销。在文乃線中，找到文乃的NLNS把之交給防人後，意識到他的真正目的及「只是想把孫女當作棋子利用」。青藍島亦因為媒體的負面報導及《超色情條例》的撤销，而不再興盛。這些都使得淳之介感到後悔。NLNS後把遭受防人虐待的文乃奪回，並決定向他報仇。淳之介亦安排文乃以网络直播訴說真相及自己希望「喜歡性行為」及「討厭性行為」者能夠共存的理念。在島民的合作之下，NLNS成功向防人報仇。而青藍島亦實施了新的《色情條例》，步向共存之路。

## 角色
聲優欄位若無特別註明，依序為遊戲版／電視動畫版。
橘淳之介（聲優：柳晃平（動畫））
本作的男主角。因為幼時的經歷而憎恨青藍島的島民。喜歡以3D打印機打印假陰道和玩成人遊戲。他及後以3D打印的有關知識為NLNS打印武器。
橘麻沙音（聲優：／）
主角橘淳之介的妹妹。她因為是個對哥哥以外的所有異性皆沒性慾的女同性戀者，而能夠理解主角們的感受。她的生活方式有點像家裏蹲。在NLNS中負責間謀用具開發和話務工作。
片桐奈奈瀨（聲優：柳ひとみ／石上靜香）
在校內因被傳成婊子（青蓝岛上的褒義）而聞名的學生，傳言有指她拿下500位男性的第一次。但實際上她只是個以謠言作為盾牌，方便自己違反《超色情條例》的沒性經驗者。性格純情，很會照顧人。在NLNS當中擔任偵察兵的角色。
渡會雛見（聲優：飴川紫乃／小澤實）
水乃月學園的學生，同時亦是淳之介的前輩。她的外表嬌小，所以經常被周圍視作小孩看待，也因此經常找不了性交對象，不過她的母性很強。她為了彌補身高所帶來的不便，而經常帶著一張能讓自己墊高的椅子。在NLNS當中並沒有戰鬥能力，但能利用椅子的加護把子彈防住，並製造跳彈。
畔美岬（聲優：／岡本理繪）
即使自身具有吸引力，但也對自己身材十分在意的女學生。她因此而感到自卑，繼避免與人發生性關係。存在感薄弱，因此能逃過SS及其他學生的耳目。在NLNS內經常為了成員而去操縱各式各樣的運輸工具。
琴寄文乃（聲優：澤野ぽぷら／冬川羽衣）
縣知事仁浦俊明的私生女。她在暗中會對抗裏風俗組織。她在加入NLNS後擔任狙擊手的角色。善於做家務。
冷泉院桐香（聲優：花澤櫻／田澤茉純）
風紀委員會兼學生會SS的會長。性技巧高超。在校園裏有着一定人氣。善於戰鬥，且在戰鬥時會把羅漢錢當作武器使用。
糺川禮（聲優：水野七海／藍羽七海）
校園裏的風紀委員長，注重紀律和風紀。她會不時對不遵從《超色情條例》者施加刑罰。
女部田郁子（聲優：倉田ありあ／井上奈奈）
風紀委員的第一大隊隊長。善於戰鬥。性格淫亂。她在某一次執法行動中順利捕獲淳之介，然後與之性交，結果令她開始迷上淳之介。

## 開發
《拔作島》是Qruppo的出道作，它的劇本由倉骨治人和合作撰寫，原畫則由和如月千幸共同擔當。第一首主題曲《不存在现实型的女生们该如何是好？》由金閉開羅巧夢創作，綾瀨理惠獻唱。第二首主題曲《THE APPLE IS CAST!》由金閉開羅巧夢和知代創作，主唱。
Qruppo的骨幹成員原是同人創作者兼學生，他們在學業休止期間創立了商業品牌Qruppo，並順利誘使其他創作者加入。《拔作島》的前身為他們的內部CG集企劃《住在拔作島上的醜女該如何是好？》，之後他們把該企劃交到发行商那邊，在收到反饋後，決定修改原企劃，把有關概念延伸到遊戲《拔作島》上。這兩部作品本質上皆是製作團隊以「這樣很有趣」的心態去構思的，因此並沒有鎖定特定概念，而整個故事的起始源於他們為琴寄文乃構思的對白:10。他們原本亦想在Grand線中加入壞結局，以淳之介在跟防人老人決戰前是否把文乃帶上戰場作分歧點，但後因篇幅問題而放棄:10。製作團隊在設計SS的女性制服時，是以希望其有一定性感度之餘，又有官方組織的威嚴為目標設計的:3。
雛見、奈奈瀨、文乃等是在他們構思《住在拔作島上的醜女該如何是好？》時便已想好的角色，他們的角色設定在兩者之間沒出現太大變化，但外表則有一定程度的改變:5、7、10。美岬則是原本企劃中「醜女」的所指對象，外表則設定成「有點醜的樣子」，但團隊在收到製作者的反饋後，決定修改這一外表設定。性格則在某程度上有所繼承:9。他們原本想把淳之介的妹妹命名為「沙耶香」，且原本兩者的關係不像遊戲中般互相依存，而是較重視淳之介「守護」沙耶香。不過製作團隊認為這樣設定就使劇情初期欠重心，故後來修改之。之後製作團隊也為免她搶去應聚焦於正女主的目光，而把其外表改得沒那麼搶鏡:13。

## 發行
2018年4月21日，Qruppo開設了《拔作島》的官方網站，同日公佈店鋪特典。次月，它在YouTube上發佈了三部視像，一部為宣傳片段，另兩部則為遊戲的兩段开场动画。6月9日，它發佈了本作的免費試玩版，予供公眾下載試玩。在試玩版推出後，Qruppo仍繼續趕工，進行有關開發工作，致使Qruppo部分成員覺得辛苦。不過，有關成員認為網上對體驗版的熱烈評價讓自己能「撐下去」。7月20日，它在YouTube開展了發售倒數活動，28日結束。
初回版於7月27日發行，同時相容Windows 7/8.1/10。部分商店為購入者安排了像掛毯、廣播劇CD、電話卡般的特典，它們都以本作角色為主題。官方在開售當天舉辦了以購入者為對象的抽獎活動，讓他們有機會獲得「附有本作聲優簽名的色紙」般的贈品。由於初回版暢銷得全數賣出的關係，故Qruppo之後準備了通常版，於8月31日公開。DMM在10月5日發佈了本作的完整付費下載版。2023年6月24日，中英文版於Steam平台發行。《拔作島》企划负责人Nagatosachi對於有發行商願意發行其中英文版一事感到驚訝，因為《拔作島》的內容「極具『日語語感』」。

## 改編作品

### 漫畫
本作的改編漫畫《NUKITASHI 住在拔作島上的我該如何是好？》在2020年12月25日至2023年12月25日期間於漫畫王國上連載，它由作畫，並以畔美岬的故事作主軸。2021年11月19日，集英社旗下的漫畫雜誌《Ultra Jump》開始連載有關作品，2024年2月19日結束。單行本全6冊。東立出版社於2024年3月代理出版。
| 卷數 | 集英社         | 集英社                 | 東立出版社    | 東立出版社             |
| 卷數 | 發售日期       | ISBN                   | 發售日期      | ISBN                   |
| ---- | -------------- | ---------------------- | ------------- | ---------------------- |
| 1    | 2022年1月19日  | ISBN 978-4-08-892208-9 | 2024年3月18日 | ISBN 978-626-02-0630-7 |
| 2    | 2022年7月19日  | ISBN 978-4-08-892381-9 | 2024年8月5日  | ISBN 978-626-02-0631-4 |
| 3    | 2022年12月19日 | ISBN 978-4-08-892548-6 | 2024年12月2日 | ISBN 978-626-02-2627-5 |
| 4    | 2023年5月19日  | ISBN 978-4-08-892736-7 | 2025年5月2日  | ISBN 978-626-02-3491-1 |
| 5    | 2023年11月17日 | ISBN 978-4-08-892866-1 |               |                        |
| 6    | 2024年4月18日  | ISBN 978-4-08-893212-5 |               |                        |

由24名漫畫家參與作畫的官方漫畫合集在2023年7月21日由富士見書房下的Dragon Comics Age發售。

### 電視動畫
2024年1月28日，官方在活動「拔作島同窗會 ～那時候真年輕～」（ぬきたし同窓会～あの頃は若かった～）上宣佈將會為本作推出改編動畫，並公開一段預告片。有關消息同日於動畫官方的X帳號上公佈，在1小時內吸引百萬以上的瀏覽量和2萬次點讚。同時「拔作島」等相關標籤亦登上了該平台的日本流行趨勢。KADOKAWA在製作中有份參與。於2025年7月播出。

#### 製作人員
- 原作：Qruppo[42]
- 導演：長山延好[42]
- 劇本統籌、劇本：豬原健太（日语：猪原健太）[42]
- 劇本监修：倉骨治人、[42]
- 人物原案：、如月千幸
- 人物設定：[42]
- 副人物設定：出雲譽明、橫松雄馬
- 道具設計：、大河廣行、うのまこと（日语：うのまこと）
- 美術設定：草薙、益荒男貫汰、濱川修二郎（日语：Shuzilow.HA）
- 美術監督：小林嵩彌
- 色彩設計：伊予實美子
- 攝影監督：嶋哲哉
- 剪輯：丹彩子
- 音響監督：ひらさわひさよし（日语：ひらさわひさよし）
- 音響效果：小山健二（日语：サウンドボックス）
- 音響製作：
- 音樂：えびかれー伯爵（日语：えびかれー伯爵）、池木紗紗、[42]、岩嵜壯志（日语：岩嵜壮志）
- 音樂製作：KADOKAWA
- 音樂製作人：茶畑滿里奈
- 製作人：菊島憲文、藤原利紀、礒谷德知、Oshino、紀東輝
- 動畫製作人：西藤和廣
- 動畫製作：Passione[42]
- 综合監修：[42]
- 製作：青藍島觀光協會[a][42]

#### 主題曲
片頭曲Utopia or Dystopia
演唱：夢乃ゆき，作詞、作曲、編曲：
片尾曲
演唱：綾瀨理惠，作詞、作曲、編曲：

#### 各話列表
| 話數  | 標題       | 分鏡     | 演出     | 作畫監督                                                       | 總作畫監督                             | 首播日期       |
| ----- | ---------- | -------- | -------- | -------------------------------------------------------------- | -------------------------------------- | -------------- |
| 第1話 | 色情條例   | 長山延好 | 武本大樹 | 、慎亨祐、田中TAN                                              |                                        | 2025年 7月19日 |
| 第2話 | 救性主     | 森本育郎 | 平塚住雄 | 田銘、辛澤麒、河本零王、金禧英、宋世賢                         | 、江藤大氣、黑宮紗於里、富岡寬         | 7月26日        |
| 第3話 | 午後腰震雨 | 高橋成世 | 嵯峨敏   | 辛澤麒、田铭、宋世賢、白夜、何映潭、鈴木健史                   | 、慎亨祐、富岡寬、黑宮紗於里           | 8月2日         |
| 第4話 | 孕動會     | 高橋成世 | 宮城大翔 | 辛澤麒、田中TAN、田銘、何映潭、白夜                            | 江藤大氣、黑宮紗於里、慎亨祐、日向晴香 | 8月9日         |
| 第5話 | 反交配勢力 | 中山正惠 | 萩野龍也 | 舛舘俊秀、鈴木健史、橋本英樹、宋世賢、申馨植、火鳥動画制作集團 | 富岡寬、黑宮紗於里、慎亨祐、           | 8月16日        |

#### BD
| 卷數 | 發售日期           | 收錄話數     | 規格編號   | 規格編號   |
| 卷數 | 發售日期           | 收錄話數     | 限定版     | 通常版     |
| ---- | ------------------ | ------------ | ---------- | ---------- |
| 上   | 2025年11月26日預定 | 第1話—第6話  | ZMAZ-18431 | ZMAZ-18611 |
| 下   | 2025年12月24日預定 | 第7話—第11話 | ZMAZ-18601 | ZMAZ-18612 |

## 評價
《拔作島》在開售後登上了各大平台的美少女遊戲銷量排行榜——它在首次登上排行榜時，於美少女遊戲暨動漫相關商品銷售網站Getchu屋和雜誌《Megastore》上獲得第2位，並在雜誌《BugBug》上獲得第3位。它在Getchu屋亦被票選為2018年7月最佳美少女遊戲，並在當月奪得由用戶選出的萌系遊戲大賞月間賞第4位。udn遊戲角落和电击Online皆形容它得到玩家歡迎，前者還表示其設定離奇是它受歡迎的原因。
《拔作島》在Getchu屋的2018年美少女遊戲大賞中，獲得綜合部門第4位、劇情部門第3位、音樂部門第2位、影像部門第3位。渡会雛見和糺川禮亦分別獲得角色部門的第3位和第15位。它在萌系遊戲大賞亦奪得由業內人士選出的「劇情獎」和「新品牌獎」年度金獎。評審員在評論它奪得劇情獎一事時表示，它的劇情除了像少年漫畫般，有著熱血的展開外，還觸及了「農村人口外流、LGBT、少數群體」等議題。美少女遊戲業內報章《Game Headline》的編輯津田清和則於它奪得「新品牌獎」時寫道，Qruppo的這部作品即使在遊戲商店也有一定存在感，認為Qruppo成功靠着此一出道作打響知名度。
《BugBug》的認為，這部作品的標題雖帶給人「拔作」和「賣蠢」的感覺，但它的劇情卻相反地認真及催淚。他亦讚揚了主角們以性玩具模樣的武器戰鬥的設定及部分公開性行為場景。《BugBug》的編輯部在2022年把本作選為美少女遊戲新玩家應該要玩的30部作品之一，並形容其「劇情優秀」，作品廣為玩家知曉。它還得到了日本搞笑藝人組合「魔法可愛」的成員野田水晶的好評。

## 續作
續作《拔作島2》由Qruppo在2019年7月26日發售，它沿用首部作品的製作班底。故事發生於《拔作島》的結局之後，講述淳之介跟各位女主角的後日談，並收錄全新故事——其以淳之介跟SS的成員一起轉移到平行世界，並在那成為SS副會長的情節為展開。奈奈瀨、雛見、美岬亦於續作中登場。這部作品取得了2019年萌系遊戲大賞的年度大獎。

## 腳註

## 外部連結
- 官方網站（日語）
- 動畫官方網站（日語）
- 《住在拔作島上的我該如何是好？》在視覺小說數據庫的頁面 （英文）
- 住在拔作島上的我該如何是好？（漫畫）在動畫新聞網百科全書中的資料（英文）
- 住在拔作島上的我該如何是好？（動畫）在動畫新聞網百科全書中的資料（英文）